# Фёдоров, Сергей Владиславович
Серге́й Владисла́вович Фёдоров (укр. Сергій Владиславович Федоров; род. 18 февраля 1975[…], Киев) — украинский футболист, защитник.

## Биография
Воспитанник СДЮСШОР «Динамо» (Киев). Выступал за команды клубов: «Динамо» Киев (дебютировал за основной состав 12 марта 1994 года в матче чемпионата Украины против симферопольской «Таврии», 4:2), ЦСКА-«Борисфен» Киев, «Черноморец» Одесса. Обладатель Кубка Первого канала 2008.
В национальной сборной страны сыграл 29 матчей (забил 1 гол), в молодежной — 17 матчей.
В 2010 году был играющим тренером ФК «Звезда» (Кировоград).

## Достижения
- Чемпион Украины (6) 1997/98, 1998/99, 1999/00, 2000/01, 2002/03, 2003/04
- Обладатель Кубка Украины (4): 1999/00, 2002/03, 2004/05, 2005/06)

## Награды
- Кавалер Ордена «За мужество» III степени (2006)[4].